# Google Workspace for Education
Google Workspace for Education（グーグルワークスペースフォアエデュケーション）は、教育機関向けにGoogleが提供しているスイートである。オフィス向けに提供されているGoogle Workspaceを改良したもので4つのエディション、料金設定がある。内容は、Gmail、Google ドライブ、Google カレンダーおよびGoogle ドキュメントなどのオフィス向けのと同様のいくつかのWebアプリと、それに加えて、Google Classroomなどの教育機関向けのWebアプリが入っている。

## 歴史
- 2006年10月10日 - Google Apps for Educationが発表される[1]。
- 2021年2月18日 - Googleは、G Suite for EducationをGoogle Workspace for Educationへと名称変更を発表。

## エディション
4つのエディションが用意されている。

### 全てのエディションに含まれるサービス
- Gmail[2]
- Google カレンダー[2]
- Google Meet[2]
- Google ドキュメント（共同編集が可能。）[2]
- Google スプレッドシート（共同編集が可能。）[2]
- Google スライド（共同編集が可能。）[2]
- Google フォーム[2]
- Google Classroom[2]
- Google アサインメント[2]
- Google サイト[2]
- Google グループ[2]
- Google ドライブ[2]
- Google Admin[2]
- Google Jamboard[2]

### Education Fundamentals
エディションの中で唯一、無料で使用できる。

### Education Standard
Education Fundamentalsに加え、セキュリティ センター ダッシュボードなどのセキュリティ関連の機能が強化されている。

### Teaching and Learning Upgrade
Education Standardに加え、Google Meetの機能が強化される。また、Google Classroomのアドオンにより、教師が生徒たちに配布する課題の作成の幅が大きくなる。

### Education Plus
Google Workspace for Education のすべての機能が使用できる。Google Cloud Searchが使用できる。